# Neofriseria
Neofriseria é um gênero de traça pertencente à família Agonoxenidae.